# Carlo De Bei
Carlo De Bei (Chioggia, 3 febbraio 1967) è un chitarrista, cantante e compositore italiano.

## Biografia
Nato a Chioggia, città lagunare del Veneto, è un chitarrista e compositore professionista molto apprezzato nel panorama musicale italiano. Dotato di una buona tecnica esecutiva vanta collaborazioni di rilievo con musicisti prestigiosi quali i Matia Bazar e Mango.
Ha partecipato per due volte al Festival di Sanremo.
Comincia a suonare la chitarra da autodidatta, una passione che si rivelerà fondamentale per il suo futuro, lo stile che predilige è il rock-blues. 
Agli inizi degli anni '90 forma le prime band, quali Jungle Fever, Spanish Bomb, fino a Unarazza, esperienza importante per la sua carriera, con quest'ultima infatti vince l'edizione 1996 di Rock Targato Italia che consente loro di avere un proprio brano (Primo Piano) inserito in una compilation dedicata all'evento, e incide il primo disco intitolato come il nome della band Unarazza, che viene prodotto da Sergio Cossu (musicista e produttore dei Matia Bazar).
Nel 1996 grazie a Sergio Cossu ha modo di conoscere i Matia Bazar, i quali valutate le capacità musicali lo scelgono come sostituto del chitarrista Carlo Marrale uscito dal gruppo nel 1993 e partecipa attivamente (in qualità di musicista e coautore) al loro quindicesimo album: Benvenuti a Sausalito.
L'esperienza durerà fino al 1998. In quegli anni la voce del gruppo è Laura Valente, moglie di Giuseppe Mango, questo legame gli darà l'opportunità di avvicinare, frequentare e conoscere il cantautore lucano. Ne nascerà una profonda amicizia che, più avanti, porterà a una collaborazione molto prolifica.
Nel frattempo, 1998, forma un nuovo gruppo, i Carlito, con il quale ha modo di fare esperienza in varie rassegne musicali in giro per l'Italia, tra le quali Heineken Jammin' Festival di Imola nel giugno del 2000, a seguire vincono un concorso all’Accademia della canzone di Sanremo e grazie a questo hanno la possibilità di prendere parte alla più grande manifestazione canora italiana.
Partecipano nel 2001 alla 51ª edizione del Festival di Sanremo, categoria Nuove Proposte, con la canzone Emily (musica e testo Carlo De Bei), si classificano all'ottava posizione e vincono il premio della Giuria di Qualità per il Miglior Testo.
Seguirà l'album: La compagnia dei cani.
Nel 2004 la collaborazione con il cantautore Mango diventa realtà, inizia un sodalizio musicale intenso e appassionato, Carlo De Bei contribuirà operosamente in veste di chitarrista, compositore, arrangiatore e produttore di molti brani del famoso cantante.
In questi anni si interessa anche ad altri campi espressivi come il teatro, nel 2005 collabora come curatore ed esecutore musicale dello spettacolo Scorretto di Marco Presta e Fabio Toncelli, con Chiara Noschese, uno show satirico e poetico ispirato all'attualità e al costume italiano, rappresentato per settimane in vari teatri d'Italia.
Il 2007 è l'anno della seconda partecipazione al Festival di Sanremo, 57ª edizione della manifestazione canora, presenta Pippo Baudo e Michelle Hunziker, Carlo De Bei (chitarra) è sul palco insieme a Mango (voce), presentano la canzone “Chissà se nevica” della quale sono entrambi autori.
Si classificheranno al quinto posto.
Nell'album che ne seguirà, L'Albero delle Fate (2007), è contenuto un inedito interamente composto da Carlo De Bei e che Mango ha voluto interpretare, il titolo del brano è Ai tuoi sogni.
L'anno successivo, 2008, esce l'album Acchiappanuvole, dove Mango esegue delle cover le cui rivisitazioni sono il risultato di un intenso lavoro svolto insieme a Carlo De Bei. Contribuirà anche nei due album successivi, La terra degli aquiloni e L'amore è invisibile, con chitarra e cori.
Collabora nel 2009 al disco “La macchina dei sogni”, di Enrico Nordio, reduce dal reality di Rai2 X-Factor 2008-2009.
Il 15 Febbraio 2010 a conferma della versatilità artistica esordisce nel campo letterario pubblicando una raccolta di 40 poesie, il volume si intitola Chiodo, la prefazione è curata dal poeta Andrea Zanzotto mentre la presentazione è a firma del suo amico artista Mango.
Nel 2013, continua l'impegno a collaborare con colleghi musicisti, sua è la chitarra e l'arrangiamento archi ad un album e due singoli della band trevigiana Quarto Profilo, è il chitarrista nel brano Slow Motion dell'album Qualcosa che vale di Patrizia Cirulli, poi ancora è autore insieme a Mango e Cinzia Farolfi del brano Voce senza voce di Mario Nunziante.
Il giorno 8 dicembre 2014 sul palco del palazzetto dello sport di Policoro (Matera), mentre sta accompagnando Mango, quest'ultimo viene colto da un malore, interrompendo così l'esibizione. Il cantautore morirà poche ore dopo, poco prima di giungere in ospedale. 
In febbraio del 2015 annuncia la nascita di una nuova band, Red Maldera, così composta: Carlo De Bei (chitarra e voce), Paolo Bertorelle (batteria), Manuel Bisetto (basso), il disco di debutto è uscito il 27 febbraio 2015 e si intitola Million dollar star.. Insieme ai componenti della band inizia nel 2015 una collaborazione con la cantante Arianna Antinori e l'accompagnano durante un tour in giro per l'Italia, la sua voce, roca e potente (stile Janis Joplin), è risultata amalgamarsi perfettamente con le caratteristiche sonore del gruppo.
Pubblica, in aprile del 2016, il suo secondo libro dal titolo Adesso Dorme, è una raccolta di poesie in cui esprime proprie esperienze di vita e il loro stretto legame con la musica, seguendo una linea narrativa come fosse un racconto.

## Riconoscimenti
- 2001 - Vince il premio assegnato dalla Giuria di Qualità della 51ª edizione del Festival di Sanremo come Miglior Testo per la canzone Emily.

## Discografia (parziale)
Con la band Unarazza
- Unarazza, 1996 - chitarra, voce e autore

Con la band Carlito
- La compagnia dei cani, 2001 - chitarra, voce e autore

Con la band Red Maldera
- Million dollar star, 2015 - chitarra, voce e autore

Come  Carlo De Bei
- Garbin, 2023 - chitarra, voce e autore. Altre chitarre di Alberto Boscolo Agostini

## Collaborazioni musicali (parziale)
ALBUM
- Benvenuti a Sausalito (Matia Bazar, 1997), chitarra e autore
- Ti amo così (Mango, 2005), chitarra
- L'albero delle fate (Mango, 2007), chitarra, cori e autore
- Acchiappanuvole (Mango, 2008) chitarra e arrangiamenti
- La macchina dei sogni (Enrico Nordio, 2009) chitarra e autore
- La terra degli aquiloni (Mango, 2011), chitarra e cori
- Niente domande (Quarto Profilo, 2013), chitarra
- L'amore è invisibile (Mango, 2014), chitarra e cori

CANZONI
- Di luna morirei (Helena Hellwig, Festival di Sanremo 2006) - autore (insieme a Mango e Rocco Petruzzi)
- Mi hai perso (Beppe Stanco, singolo che ha partecipato a Sanremofestival.59, 2010) - chitarra
- Slow Motion (Patrizia Cirulli dall'album Qualcosa che vale, 2013) - chitarra
- Voce senza voce (Mauro Nunziante, 2013) - autore (insieme a Mango e Cinzia Farolfi)
- La rotta (Quarto Profilo, singolo, 2013) - chitarra e arraggiamento archi
- Baci a tutti, l'amore entra senza avvisare (Quarto Profilo, singolo, 2015) - chitarra e arrangiamento archi

## Spettacoli
- 2005 “Scorretto” di Marco Presta e Fabio Toncelli, con Chiara Noschese - curatore ed esecutore musicale

## Opere
- 2010 "Chiodo", raccolta di poesie, Edizioni Anordest
- 2016 "Adesso Dorme", raccolta di poesie, Robin Edizioni